# Szőkedencs
Szőkedencs is een plaats (község) en gemeente in het Hongaarse comitaat Somogy. Szőkedencs telt 341 inwoners (2001).